# DEN 0255-4700
DEN 0255-4700 – gwiazdopodobne ciało niebieskie typu widmowego L, prawdopodobnie brązowy karzeł. W momencie odkrycia był najbliższym Układowi Słonecznemu znanym brązowym karłem. Znajduje się w gwiazdozbiorze Erydanu, w odległości ok. 16,2 lat świetlnych od Słońca. Jasność wizualna tego obiektu to 22,92m. Jest on zatem bardzo słaby i możliwy do obserwacji tylko przez bardzo duże teleskopy.

## Właściwości fizyczne
DEN 0255-4700 należy do typu widmowego L7,5 (zob. diagram Hertzsprunga-Russella). Jego masa jest mniejsza niż 80 mas Jowisza. Poniżej tej masy obiekty gwiazdowe nie mogą rozpalić w swoich jądrach reakcji termojądrowych, które to są podstawową cechą pełnoprawnych gwiazd. Temperatura powierzchni tego (najprawdopodobniej) brązowego karła sięga tylko 1700 K. W jego widmie wykryto dość egzotyczne – w przypadku gwiazd – pierwiastki jak potas, rubid czy cez.